# Обровниця
45°49′ пн. ш. 16°52′ сх. д. / 45.82° пн. ш. 16.87° сх. д.
Обровниця (хорв. Obrovnica) — населений пункт у Хорватії, у Б'єловарсько-Білогорській жупанії у складі міста Б'єловар.

## Населення
Населення за даними перепису 2011 року становило 185 осіб.
Динаміка чисельності населення поселення: